# テレパフォーマンス
テレパフォーマンス（フランス語: Teleperformance SE）は、カスタマーケア業務を中心に、ビジネス・プロセス・アウトソーシングサービスを提供する多国籍企業。コールセンターのアウトソーシングにおける世界最大の企業である。フランス・パリに本拠を置き、世界88カ国以上の拠点と42万人以上の従業員を有する。ユーロネクスト・パリ上場企業（Euronext: TEP ）。

## 沿革
1978年、Daniel Julienによりパリで創業、1986年にはフランスのコールセンターアウトソーシング業者の最大手となり、イギリスなど海外への進出を開始した。1989年にパリ証券取引所に上場、1993年にアメリカ合衆国に法人を開設、1996年のシンガポール法人設立を皮切りに、アジア太平洋地域にも拠点を増設した。2003年にアメリカのAloricaを抜き、コールセンターアウトソーシングにおける世界2位となり、2007年にConvergysを抜き、世界1位となった。
その後もアメリカ市場における攻勢が続き、2008年12月、フロリダ州とルイジアナ州に拠点を置くAnswer Group Inc.を買収、2014年7月、インドの投資ファンドEssar Global Fund Limitedから、ロサンゼルスに拠点を置くAegis USA Inc.を買収、また2016年8月、アメリカの投資ファンドAbry Partnersから、カリフォルニア州に拠点を置く電話翻訳・通訳ソリューション事業者のLanguageLine Solutions LLCを買収し、北米地域は欧州を抜きテレパフォーマンスの最大市場となった。
中国では2006年に法人を開設後、20以上に拠点を増設の上10以上の言語に対応、日本人を含む5000人以上の従業員数に拡大、2016年には2位に躍進した。インドでは2001年に法人を開設後、拠点を増設し10以上の言語に対応、10000人以上の従業員数に拡大している。
テレパフォーマンスのビジネス・プロセス・アウトソーシングは、コールセンター対応が約6割で最大の割合を占めるが、Eメールやチャット、ソーシャルメディアでの対応、対面でのケアなど、各企業のニーズに応じたサービスが展開されており、テクニカルサポート対応や債権回収事業なども行われている。

## 日本法人
テレパフォーマンスジャパン株式会社として東京・千代田区大手町に設立、後に恵比寿にオフィスを移転。
業界大手としては日本初、完全在宅モデルとして運営を開始した。
社名（name)：Teleperformance Japan 株式会社 / Teleperformance Japan Co., Ltd
住所(address)：〒150-0022 東京都渋谷区恵比寿南3-1-1 green glass 6F /  
6F green glass, 3-1-1 Ebisu Minami, Shibuya-ku, Tokyo, #150-0022, Japan 
初代 CEO: 2017 April - 2021 Mar ： Mr. Aritoshi Hanakawa / 花川 有年 
２代目 CEO: 2021 April - 2021 Oct ： Mr. Taro Ishida / 石田 太郎
３代目 CEO: 2021 Oct -  present： Mr. David Rizzo / ディビッド リゾ
4代目  Country Head 2022 July - present: Jae Hyun Kim